# Hoysala
Det hinduiska Hoysalariket styrde över delar av södra Indien från cirka 1006 till cirka 1346. Rikets huvudstad var Belur. Idag är Hoysalariket bäst känt för sin arkitektur; exempel på denna finns fortfarande kvar i städer som Belur och Halebid. Trupper från sultanen i Delhi krossade riket tillsammans med flera grannstater 1346 i ett försök att befästa islams ställning på Indiska halvön.